# Aleksandar Antun Marija Patačić
Aleksandar Antun Marija Patačić od Zajezde (Novi Marof, 13. veljače 1697. – Beč, 6. svibnja 1747.), hrvatski velikaš, barun i grof (od 1735.) te političar i pisac iz hrvatske velikaške obitelji Patačića.

## Životopis
Rodio se u hrvatskoj velikaškoj obitelji od oca, baruna Baltazara III. Patačića († 1719.) i majke Tereza Geréczy († 1722.). Imao je četvero braće, Kazimira, Gabrijela, Ludovika i Žigmunda te tri sestre, Magdalenu, Anu i Beatrice.
Godine 1718. diplomirao je pravo u Beču. Bio je član Hrvatskog sabora od 1719. godine, a 1720. i 1724. godine saborski izaslanik na Bečkom dvoru. U razdoblju od 1726. do 1733. godine bio je prisjednik Banskoga stola, a od 1733. do 1747. godine obavljao je dužnost savjetnika Ugarske dvorske kancelarije. Godine 1735. dobio je, zajedno s braćom, grofovski naslov. Godine 1740. imenovan je velikim županom Šimeške županije, a od 1743. do 1745. godine bio je član povjerenstva za obnovu županijske vlasti u Slavoniji. Iste godine je napisao djelo "O stanju obitelji Patačić" (Status familiae Patachich), koje je sačuvano u rukopisu, a u kojem je iznio povijest svoje obitelji.
Kraljica Marija Terezija poslala ga je 1747. godine kao svojega izaslanika u Belgiju. Nije se ženio, niti je imao potomstva, a umro je u Beču iste godine.

## Vanjske poveznice
- Aleksandar Antun Marija Patačić – Hrvatska enciklopedija